# Sven Markelius
Sven Gottfrid Markelius (1889–1972) fue un arquitecto moderno sueco y uno de los principales representantes del funcionalismo. Entre 1910 y 1915 estudió en el Real Instituto de Tecnología y en la Academia de las Artes de Estocolmo. Fue uno de los fundadores del Congreso Internacional de Arquitectura Moderna en 1928 y en 1931 uno de los autores de Acceptera, el manifiesto de los funcionalistas suecos. En 1935 junto con Alva Myrdal diseñó un conjunto de 57 apartamentos que se conoce como la Casa Colectiva de Estocolmo, y desempeñó también un importante papel en el diseño urbano de Estocolmo tras la Segunda Guerra Mundial participando en el planeamiento del distrito de Vällingby.

## Obras principales
- Sala de conciertos de Helsingborg (1932)
- Casa colectiva de Estocolmo (1935)
- Pabellón de Suecia en la Exposición General de segunda categoría de Nueva York (1939)
- Una de las cinco torres de Estocolmo conocidas como Hötorgshusen (1962)
- Parque del centro de Estocolmo conocido como Kungsträdgården (1961-1966)